# Дмитар Звонимир
Дмитар Звонимир (хорв. Dmitar Zvonimir; дата народження невідома — 20 квітня 1089) — хорватський король (1075(6)–1089), вважається одним із найуспішніших монархів Хорватії; бан Славонії з середини 1070-х років. Після його смерті Хорватія дуже скоро перестала існувати як самостійна держава.

## Життєпис
Про походження Звонимира майже нічого не відомо. Наімовірніше, він був нащадком короля Святослава Суроня, відтак родич короля Петра Крешимира IV. Утім, деякі історики вважають, що він не належав до династії Трпимировичів, а був потомком якогось іншого шляхетного роду .
У історичних джерелах Звонимир вперше згадується 1070 року як бан і співправитель (разом із Петром Крешимиром IV) хорватських земель. Інші джерела вказують, що він володів Славонією, яку отримав від мадярських Арпадовичів – дружина Звонимира Єлена Красива була дочкою угорського короля Бели I і сестрою Владислава I.
Задля об'єднання хорватських земель Петр Крешимир 1070 року визнав Звонимира співправителем і престолонаслідником .
Після захоплення у полон норманами 1074 року Петра Крешимира Звонимир стає до престолу Хорватії.
1075 чи 1076 року римський папа Григорій VII вислав до Хорватії своїх легатів для визнання суверенітету єдиного хорватсько-далматинського королівства. 8 жовтня 1075 (можливо 1076) року римські посланці коронували Дмитра Звонимира і передали йому знаки королівської влади у Королівстві Далмації і Хорватії (regnum Dalmatiae et Chroatiae).
Варто зазначити, що приблизно в той самий час папа Григорій коронував на Короля Руси-України Великого князя Київського Ярополка.
У Дмитра Звонимира і Єлени був син Радован і дочка Клавдія.
Пам'яткою, що стосується діяльності короля Дмитра, є Башчанська плита з давнім написом глаголицею.

## Легенда про смерть
За легендою короля Звонимира вбили васали, які не бажали йти у Хрестовий похід та звільняти Єрусалим від турків-сельджуків. Це сталося 20 квітня 1089 року. За це зрадництво хорватська земля буцімто була 900 років проклята. Але чимало істориків вважає, що король помер природною смертю .

## Вшанування пам'яті
17 травня 1941 року Анте Павелич заснував Орден Корони короля Звонимира.